# Prezydenci miast w Polsce (kadencja 2006–2010)
Polscy prezydenci miast V kadencji zostali wybrani w wyniku bezpośrednich wyborów samorządowych na lata 2006–2010. Łącznie w wyniku tych wyborów samorządowych wybrano 107 prezydentów miast, w tym 65 w miastach na prawach powiatu.
Pierwsza tura tych wyborów odbyła się 12 listopada 2006, druga – przeprowadzana w sytuacji, gdy żaden z kandydatów w pierwszej turze nie uzyskał ponad 50% ważnie oddanych głosów – miała miejsce dwa tygodnie później, tj. 26 listopada 2006. W przypadku Bytomia druga tura została odłożona o kolejne dwa tygodnie (do 10 grudnia 2006) z uwagi na rezygnację jednego z kandydatów mających uczestniczyć w ponownym głosowaniu.
W trakcie kadencji w wyniku referendum lokalnego, ogłaszanego z inicjatywy mieszkańców, odwołano czterech prezydentów miast (w Zduńskiej Woli, Olsztynie, Częstochowie i Łodzi). W dwóch przypadkach (w Zduńskiej Woli i w Olsztynie) przeprowadzono wybory przedterminowe, w dwóch pozostałych do końca kadencji obowiązki prezydenta miasta pełnił tzw. komisarz powoływany przez prezesa Rady Ministrów. Nadto po śmierci urzędującego prezydenta miasta w Suwałkach stanowisko to pozostało nieobsadzone do końca kadencji.

## Lista prezydentów
Pogrubieniem wyróżniono imiona i nazwiska prezydentów wyłonionych w I turze wyborów.
W kolumnie % w I turze gwiazdką (*) oznaczono kandydatów, którzy zajęli II miejsce w I turze.
| Lp.  | Miasto                  | Województwo         | Prezydent | Prezydent               | Data urodzenia            | Komitet wyborczy                                             | Kadencja | % w I turze | % w II turze |
| ---- | ----------------------- | ------------------- | --------- | ----------------------- | ------------------------- | ------------------------------------------------------------ | -------- | ----------- | ------------ |
| 1.   | Bełchatów               | łódzkie             |           | Marek Chrzanowski       | 3 listopada 1957(dts)     | KWW Plus                                                     | 2        | 45,73       | 61,03        |
| 2.   | Będzin                  | śląskie             |           | Radosław Baran          | 5 czerwca 1960(dts)       | Platforma Obywatelska RP                                     | 2        | 57,90       | —            |
| 3.   | Biała Podlaska          | lubelskie           |           | Andrzej Czapski         | 1 stycznia 1954(dts)      | KWW Akcja Samorządowa                                        | 3        | 28,73*      | 50,56        |
| 4.   | Białystok               | podlaskie           |           | Tadeusz Truskolaski     | 10 kwietnia 1958(dts)     | Platforma Obywatelska RP                                     | 1        | 48,49       | 67,25        |
| 5.   | Bielsko-Biała           | śląskie             |           | Jacek Krywult           | 24 lipca 1941(dts)        | KWW Jacka Krywulta                                           | 2        | 68,69       | —            |
| 6.   | Bolesławiec             | dolnośląskie        |           | Piotr Roman             | 5 października 1962(dts)  | Prawo i Sprawiedliwość                                       | 2        | 49,40       | 67,23        |
| 7.   | Bydgoszcz               | kujawsko-pomorskie  |           | Konstanty Dombrowicz    | 4 września 1947(dts)      | KWW Konstantego Dombrowicza                                  | 2        | 30,69       | 53,79        |
| 8.   | Bytom                   | śląskie             |           | Piotr Koj               | 27 lutego 1962(dts)       | Platforma Obywatelska RP                                     | 1        | 30,04       | 82,62        |
| 9.   | Chełm                   | lubelskie           |           | Agata Fisz              | 13 maja 1973(dts)         | KWW Agaty Fisz „Postaw na Chełm” (członkini SLD)             | 1        | 33,59*      | 50,83        |
| 10.  | Chorzów                 | śląskie             |           | Marek Kopel             | 24 marca 1955(dts)        | KWW Koalicja Wspólny Chorzów                                 | 5        | 57,39       | —            |
| 11.  | Ciechanów               | mazowieckie         |           | Waldemar Wardziński     | 8 czerwca 1955(dts)       | Platforma Obywatelska RP                                     | 2        | 37,37       | 54,32        |
| 12.  | Częstochowa             | śląskie             |           | Tadeusz Wrona           | 26 marca 1951(dts)        | KWW Wspólnota Samorządowa Tadeusza Wrony                     | 4        | 38,59       | 60,77        |
| 13.  | Dąbrowa Górnicza        | śląskie             |           | Zbigniew Podraza        | 2 grudnia 1953(dts)       | Lewica i Demokraci SLD+SDPL+PD+UP (członek SLD)              | 1        | 27,86       | 53,03        |
| 14.  | Elbląg                  | warmińsko-mazurskie |           | Henryk Słonina          | 25 marca 1939(dts)        | Lewica i Demokraci SLD+SDPL+PD+UP (członek SLD)              | 3        | 58,22       | —            |
| 15.  | Ełk                     | warmińsko-mazurskie |           | Tomasz Andrukiewicz     | 6 lutego 1974(dts)        | KWW Dobro Wspólne 2006                                       | 1        | 26,04*      | 57,22        |
| 16.  | Gdańsk                  | pomorskie           |           | Paweł Adamowicz         | 2 listopada 1965(dts)     | Platforma Obywatelska RP                                     | 3        | 60,87       | —            |
| 17.  | Gdynia                  | pomorskie           |           | Wojciech Szczurek       | 1 grudnia 1963(dts)       | KWW Samorządność Komitet Wojciecha Szczurka                  | 3        | 85,81       | —            |
| 18.  | Gliwice                 | śląskie             |           | Zygmunt Frankiewicz     | 19 czerwca 1955(dts)      | Platforma Obywatelska RP                                     | 5        | 55,97       | —            |
| 19.  | Głogów                  | dolnośląskie        |           | Jan Zubowski            | 8 listopada 1957(dts)     | Prawo i Sprawiedliwość                                       | 1        | 28,81       | 56,40        |
| 20.  | Gniezno                 | wielkopolskie       |           | Jacek Kowalski          | 25 lutego 1950(dts)       | Lewica i Demokraci SLD+SDPL+PD+UP (członek SLD)              | 1        | 41,27       | 64,07        |
| 21.  | Gorzów Wielkopolski     | lubuskie            |           | Tadeusz Jędrzejczak     | 4 listopada 1955(dts)     | KWW Tadeusza Jędrzejczaka (członek SLD)                      | 3        | 50,60       | —            |
| 22.  | Grudziądz               | kujawsko-pomorskie  |           | Robert Malinowski       | 29 kwietnia 1949(dts)     | Platforma Obywatelska RP                                     | 1        | 30,17*      | 54,74        |
| 23.  | Inowrocław              | kujawsko-pomorskie  |           | Ryszard Brejza          | 13 marca 1958(dts)        | KWW Porozumienie Samorządowe Inowrocław                      | 2        | 45,31       | 69,89        |
| 24.  | Jastrzębie-Zdrój        | śląskie             |           | Marian Janecki          | 31 lipca 1963(dts)        | KWW Wspólnota Samorządowa Jastrzębia-Zdroju                  | 2        | 40,70       | 63,89        |
| 25.  | Jaworzno                | śląskie             |           | Paweł Silbert           | 7 lutego 1962(dts)        | Jaworzno Moje Miasto                                         | 2        | 42,00       | 55,03        |
| 26.  | Jelenia Góra            | dolnośląskie        |           | Marek Obrębalski        | 25 grudnia 1957(dts)      | Platforma Obywatelska RP                                     | 1        | 26,76*      | 58,89        |
| 27.  | Kalisz                  | wielkopolskie       |           | Janusz Pęcherz          | 6 listopada 1954(dts)     | KWW „Samorządny Kalisz”                                      | 2        | 70,16       | —            |
| 28.  | Katowice                | śląskie             |           | Piotr Uszok             | 9 października 1955(dts)  | KWW „Forum Samorządowe i Piotr Uszok”                        | 3        | 73,01       | —            |
| 29.  | Kędzierzyn-Koźle        | opolskie            |           | Wiesław Fąfara          | 4 marca 1957(dts)         | Lewica i Demokraci SLD+SDPL+PD+UP (członek SLD)              | 3        | 45,55       | 67,33        |
| 30.  | Kielce                  | świętokrzyskie      |           | Wojciech Lubawski       | 22 kwietnia 1954(dts)     | KWW Porozumienie Samorządowe W. Lubawski                     | 2        | 71,98       | —            |
| 31.  | Knurów                  | śląskie             |           | Adam Rams               | 22 listopada 1956(dts)    | KWW Wspólnie dla Knurowa                                     | 2        | 71,33       | —            |
| 32.  | Kołobrzeg               | zachodniopomorskie  |           | Janusz Gromek           | 4 lipca 1956(dts)         | Platforma Obywatelska RP                                     | 1        | 37,30       | 50,32        |
| 33.  | Konin                   | wielkopolskie       |           | Kazimierz Pałasz        | 1 marca 1952(dts)         | Lewica i Demokraci SLD+SDPL+PD+UP (członek SLD)              | 4        | 45,56       | 56,04        |
| 34.  | Koszalin                | zachodniopomorskie  |           | Mirosław Mikietyński    | 20 lutego 1957(dts)       | KWW Nasz Prezydent                                           | 2        | 61,23       | —            |
| 35.  | Kraków                  | małopolskie         |           | Jacek Majchrowski       | 13 stycznia 1947(dts)     | KWW Jacka Majchrowskiego (członek SLD)                       | 2        | 42,31       | 59,57        |
| 36.  | Krosno                  | podkarpackie        |           | Piotr Przytocki         | 15 sierpnia 1957(dts)     | KWW Samorządne Krosno 2006                                   | 2        | 73,75       | —            |
| 37.  | Kutno                   | łódzkie             |           | Zbigniew Burzyński      | 1 lutego 1952(dts)        | KWW Zbigniewa Burzyńskiego                                   | 3        | 60,65       | —            |
| 38.  | Legionowo               | mazowieckie         |           | Roman Smogorzewski      | 3 maja 1972(dts)          | Stowarzyszenie Platforma Samorządowa                         | 3        | 69,72       | —            |
| 39.  | Legnica                 | dolnośląskie        |           | Tadeusz Krzakowski      | 25 stycznia 1957(dts)     | KWW Tadeusza Krzakowskiego (członek SLD)                     | 2        | 57,49       | —            |
| 40.  | Leszno                  | wielkopolskie       |           | Tomasz Malepszy         | 12 września 1946(dts)     | KWW Tomasza Malepszego Lewica dla Leszna (członek SLD)       | 3        | 55,86       | —            |
| 41.  | Lubin                   | dolnośląskie        |           | Robert Raczyński        | 3 kwietnia 1962(dts)      | KWW Robert Raczyński Lubin 2006                              | 3        | 65,46       | —            |
| 42.  | Lublin                  | lubelskie           |           | Adam Wasilewski         | 24 października 1949(dts) | Platforma Obywatelska RP                                     | 1        | 24,10*      | 62,41        |
| 43.  | Łomża                   | podlaskie           |           | Jerzy Brzeziński        | 9 sierpnia 1957(dts)      | Chrześcijański Ruch Samorządowy (członek PO)                 | 2        | 27,92       | 57,76        |
| 44.  | Łódź                    | łódzkie             |           | Jerzy Kropiwnicki       | 5 lipca 1945(dts)         | Prawo i Sprawiedliwość (członek ZChN)                        | 2        | 35,84       | 55,69        |
| 45.  | Mielec                  | podkarpackie        |           | Janusz Chodorowski      | 3 stycznia 1944(dts)      | KWW Nasz Mielec-Nasz Powiat                                  | 4        | 44,83       | 60,88        |
| 46.  | Mysłowice               | śląskie             |           | Grzegorz Osyra          | 13 grudnia 1961(dts)      | KWW Nowe Mysłowice                                           | 2        | 43,49       | 50,83        |
| 47.  | Nowa Sól                | lubuskie            |           | Wadim Tyszkiewicz       | 15 listopada 1958(dts)    | KWW „Wadim Tyszkiewicz”                                      | 2        | 83,51       | —            |
| 48.  | Nowy Sącz               | małopolskie         |           | Ryszard Nowak           | 12 września 1962(dts)     | Prawo i Sprawiedliwość                                       | 1        | 32,78       | 50,09        |
| 49.  | Olsztyn                 | warmińsko-mazurskie |           | Czesław Małkowski       | 22 września 1950(dts)     | KWW „Po Prostu Olsztyn”                                      | 3        | 51,72       | —            |
| 49.  | Olsztyn                 | warmińsko-mazurskie |           | Piotr Grzymowicz        | 11 stycznia 1954(dts)     | Polskie Stronnictwo Ludowe                                   | 1        | 39,22       | 60,16        |
| 50.  | Opole                   | opolskie            |           | Ryszard Zembaczyński    | 28 czerwca 1948(dts)      | Platforma Obywatelska RP                                     | 2        | 51,64       | —            |
| 51.  | Ostrołęka               | mazowieckie         |           | Janusz Kotowski         | 25 marca 1966(dts)        | Prawo i Sprawiedliwość                                       | 1        | 42,83       | 68,32        |
| 52.  | Ostrowiec Świętokrzyski | świętokrzyskie      |           | Jarosław Wilczyński     | 26 sierpnia 1969(dts)     | KWW „Twój Ostrowiecki Samorząd 2006”                         | 1        | 24,17*      | 56,07        |
| 53.  | Ostrów Wielkopolski     | wielkopolskie       |           | Radosław Torzyński      | 19 lutego 1969(dts)       | Platforma Obywatelska RP                                     | 1        | 34,05*      | 55,67        |
| 54.  | Oświęcim                | małopolskie         |           | Janusz Marszałek        | 3 lipca 1955(dts)         | Samorządny Oświęcim                                          | 2        | 38,36       | 56,29        |
| 55.  | Otwock                  | mazowieckie         |           | Zbigniew Szczepaniak    | 4 kwietnia 1957(dts)      | KWW Otwock Tworzymy Wspólnie                                 | 1        | 22,59*      | 55,92        |
| 56.  | Pabianice               | łódzkie             |           | Zbigniew Dychto         | 4 kwietnia 1957(dts)      | KWW Zbigniewa Dychto                                         | 1        | 21,67*      | 66,83        |
| 57.  | Piekary Śląskie         | śląskie             |           | Stanisław Korfanty      | 12 listopada 1957(dts)    | KWW Stanisława Korfantego                                    | 2        | 65,78       | —            |
| 58.  | Piła                    | wielkopolskie       |           | Zbigniew Kosmatka       | 21 listopada 1945(dts)    | KWW Zbigniew Kosmatka „Razem Dla Piły”                       | 3        | 46,16       | 56,10        |
| 59.  | Piotrków Trybunalski    | łódzkie             |           | Krzysztof Chojniak      | 10 listopada 1966(dts)    | Prawo i Sprawiedliwość                                       | 1        | 39,51       | 51,05        |
| 60.  | Płock                   | mazowieckie         |           | Mirosław Milewski       | 25 kwietnia 1966(dts)     | Prawo i Sprawiedliwość                                       | 2        | 44,57       | 59,95        |
| 61.  | Poznań                  | wielkopolskie       |           | Ryszard Grobelny        | 17 kwietnia 1963(dts)     | KWW Ryszard Grobelny „Poznań ma przyszłość”                  | 3        | 36,98       | 58,83        |
| 62.  | Pruszków                | mazowieckie         |           | Jan Starzyński          | 4 lutego 1955(dts)        | KWW Samorząd 2006 – Porozumienie Pruszkowskie                | 3        | 53,73       | —            |
| 63.  | Przemyśl                | podkarpackie        |           | Robert Choma            | 24 czerwca 1963(dts)      | Prawo i Sprawiedliwość                                       | 2        | 65,60       | —            |
| 64.  | Puławy                  | lubelskie           |           | Janusz Grobel           | 21 września 1949(dts)     | Stowarzyszenie „Porozumienie Samorządowe Prawicy Puławskiej” | 4        | 51,98       | —            |
| 65.  | Racibórz                | śląskie             |           | Mirosław Lenk           | 12 sierpnia 1958(dts)     | KWW Mirosława Lenka „Razem dla Raciborza”                    | 1        | 37,76       | 51,42        |
| 66.  | Radom                   | mazowieckie         |           | Andrzej Kosztowniak     | 31 marca 1976(dts)        | Prawo i Sprawiedliwość                                       | 1        | 29,60       | 55,71        |
| 67.  | Radomsko                | łódzkie             |           | Anna Milczanowska       | 18 lipca 1958(dts)        | Forum Samorządowo-Gospodarcze                                | 1        | 35,95       | 61,23        |
| 68.  | Ruda Śląska             | śląskie             |           | Andrzej Stania          | 3 lutego 1948(dts)        | KWW Wspólnie Dla Rudy Śląskiej                               | 3        | 74,78       | —            |
| 69.  | Rybnik                  | śląskie             |           | Adam Fudali             | 7 marca 1951(dts)         | Blok Samorządowy Rybnik                                      | 3        | 51,79       | —            |
| 70.  | Rzeszów                 | podkarpackie        |           | Tadeusz Ferenc          | 10 lutego 1940(dts)       | KWW Tadeusza Ferenca „Rozwój Rzeszowa” (członek SLD)         | 2        | 76,59       | —            |
| 71.  | Siedlce                 | mazowieckie         |           | Wojciech Kudelski       | 24 maja 1948(dts)         | Prawo i Sprawiedliwość                                       | 1        | 23,60*      | 55,11        |
| 72.  | Siemianowice Śląskie    | śląskie             |           | Jacek Guzy              | 24 marca 1964(dts)        | KWW Jacek Guzy i Forum Samorządowe                           | 1        | 36,82       | 63,37        |
| 73.  | Sieradz                 | łódzkie             |           | Jacek Walczak           | 3 lipca 1965(dts)         | Platforma Obywatelska RP                                     | 1        | 17,42*      | 54,38        |
| 74.  | Skarżysko-Kamienna      | świętokrzyskie      |           | Roman Wojcieszek        | 9 kwietnia 1953(dts)      | Prawo i Sprawiedliwość                                       | 1        | 37,34       | 54,84        |
| 75.  | Skierniewice            | łódzkie             |           | Leszek Trębski          | 7 maja 1962(dts)          | Prawo i Sprawiedliwość                                       | 1        | 24,57*      | 58,73        |
| 76.  | Słupsk                  | pomorskie           |           | Maciej Kobyliński       | 18 marca 1944(dts)        | KWW Macieja Kobylińskiego (członek SLD)                      | 2        | 54,93       | —            |
| 77.  | Sopot                   | pomorskie           |           | Jacek Karnowski         | 16 sierpnia 1963(dts)     | Platforma Obywatelska RP                                     | 3        | 63,48       | —            |
| 78.  | Sosnowiec               | śląskie             |           | Kazimierz Górski        | 28 lutego 1959(dts)       | Lewica i Demokraci SLD+SDPL+PD+UP (członek SLD)              | 2        | 51,68       | —            |
| 79.  | Stalowa Wola            | podkarpackie        |           | Andrzej Szlęzak         | 14 grudnia 1962(dts)      | KWW „Samorządność i Praworządność”                           | 2        | 29,68       | 68,80        |
| 80.  | Starachowice            | świętokrzyskie      |           | Wojciech Bernatowicz    | 21 maja 1973(dts)         | Prawo i Sprawiedliwość                                       | 2        | 31,21*      | 55,35        |
| 81.  | Stargard Szczeciński    | zachodniopomorskie  |           | Sławomir Pajor          | 16 lutego 1959(dts)       | Prawo i Sprawiedliwość                                       | 2        | 37,89       | 55,51        |
| 82.  | Starogard Gdański       | pomorskie           |           | Edmund Stachowicz       | 28 lutego 1948(dts)       | KWW Edmunda Stachowicza (członek SLD)                        | 1        | 34,60       | 58,29        |
| 83.  | Suwałki                 | podlaskie           |           | Józef Gajewski          | 21 listopada 1948(dts)    | KWW Z Gajewskim dla Suwałk                                   | 2        | 72,98       | —            |
| 84.  | Szczecin                | zachodniopomorskie  |           | Piotr Krzystek          | 5 lutego 1973(dts)        | Platforma Obywatelska RP                                     | 1        | 41,79       | 64,83        |
| 85.  | Świdnica                | dolnośląskie        |           | Wojciech Murdzek        | 13 grudnia 1957(dts)      | KWW Świdnicka Wspólnota Samorządowa                          | 2        | 56,97       | —            |
| 86.  | Świętochłowice          | śląskie             |           | Eugeniusz Moś           | 29 czerwca 1956(dts)      | KWW Porozumienie Świętochłowickie 2006                       | 3        | 62,35       | —            |
| 87.  | Świnoujście             | zachodniopomorskie  |           | Janusz Żmurkiewicz      | 25 lipca 1948(dts)        | Lewica i Demokraci SLD+SDPL+PD+UP (członek SLD)              | 2        | 51,15       | —            |
| 88.  | Tarnobrzeg              | podkarpackie        |           | Jan Dziubiński          | 1 stycznia 1954(dts)      | Prawo i Sprawiedliwość                                       | 3        | 46,03       | 55,47        |
| 89.  | Tarnów                  | małopolskie         |           | Ryszard Ścigała         | 21 stycznia 1958(dts)     | KWW Ryszarda Ścigały „Tarnowianie”                           | 1        | 50,87       | —            |
| 90.  | Tczew                   | pomorskie           |           | Zenon Odya              | 30 czerwca 1948(dts)      | KWW Porozumienie na Plus                                     | 4        | 50,55       | —            |
| 91.  | Tomaszów Mazowiecki     | łódzkie             |           | Rafał Zagozdon          | 4 lutego 1961(dts)        | KWW Forum Samorządowo-Ludowe 2006                            | 1        | 19,64*      | 61,79        |
| 92.  | Toruń                   | kujawsko-pomorskie  |           | Michał Zaleski          | 14 lipca 1952(dts)        | KWW Michała Zaleskiego Czas Gospodarzy                       | 2        | 70,62       | —            |
| 93.  | Tychy                   | śląskie             |           | Andrzej Dziuba          | 1 grudnia 1956(dts)       | KWW Prezydenta Andrzeja Dziuby                               | 3        | 40,84       | 51,99        |
| 94.  | Wałbrzych               | dolnośląskie        |           | Piotr Kruczkowski       | 10 kwietnia 1962(dts)     | Platforma Obywatelska RP                                     | 2        | 51,88       | —            |
| 95.  | Warszawa                | mazowieckie         |           | Hanna Gronkiewicz-Waltz | 4 listopada 1952(dts)     | Platforma Obywatelska RP                                     | 1        | 34,47*      | 53,18        |
| 96.  | Wejherowo               | pomorskie           |           | Krzysztof Hildebrandt   | 6 grudnia 1953(dts)       | KWW Wolę Wejherowo                                           | 3        | 66,91       | —            |
| 97.  | Włocławek               | kujawsko-pomorskie  |           | Andrzej Pałucki         | 10 listopada 1949(dts)    | Lewica i Demokraci SLD+SDPL+PD+UP (członek SLD)              | 2        | 29,02*      | 53,54        |
| 98.  | Wodzisław Śląski        | śląskie             |           | Mieczysław Kieca        | 31 lipca 1979(dts)        | KWW Nasz Wodzisław                                           | 1        | 31,98       | 68,37        |
| 99.  | Wrocław                 | dolnośląskie        |           | Rafał Dutkiewicz        | 6 lipca 1959(dts)         | KWW Rafała Dutkiewicza                                       | 2        | 84,53       | —            |
| 100. | Zabrze                  | śląskie             |           | Małgorzata Mańka-Szulik | 11 sierpnia 1955(dts)     | KWW „Skuteczni dla Zabrza”                                   | 1        | 18,43       | 50,32        |
| 101. | Zamość                  | lubelskie           |           | Marcin Zamoyski         | 30 października 1947(dts) | KWW Marcina Zamoyskiego                                      | 3        | 60,22       | —            |
| 102. | Zawiercie               | śląskie             |           | Mirosław Mazur          | 24 marca 1968(dts)        | Platforma Obywatelska RP                                     | 1        | 22,51*      | 51,13        |
| 103. | Zduńska Wola            | łódzkie             |           | Zenon Rzeźniczak        | 7 lipca 1957(dts)         | KWW Mała Ojczyzna-Zduńska Wola                               | 2        | 26,09*      | 50,74        |
| 103. | Zduńska Wola            | łódzkie             |           | Piotr Niedźwiecki       | 11 października 1956(dts) | KWW Forum Praca Rodzina Sprawiedliwość                       | 1        | 33,29       | 50,09        |
| 104. | Zgierz                  | łódzkie             |           | Jerzy Sokół             | 28 marca 1956(dts)        | KWW Forum Obywatelskie                                       | 1        | 13,12*      | 60,05        |
| 105. | Zielona Góra            | lubuskie            |           | Janusz Kubicki          | 31 grudnia 1969(dts)      | Lewica i Demokraci SLD+SDPL+PD+UP (członek SLD)              | 2        | 32,10*      | 53,09        |
| 106. | Żory                    | śląskie             |           | Waldemar Socha          | 21 listopada 1962(dts)    | KWW Żorskie Porozumienie i Waldemar Socha                    | 3        | 35,23       | 57,23        |
| 107. | Żyrardów                | mazowieckie         |           | Andrzej Wilk            | 9 października 1973(dts)  | Platforma Obywatelska RP                                     | 1        | 38,34       | 59,84        |

## Zmiany na stanowiskach w trakcie kadencji
Olsztyn
Prezydent Olsztyna Czesław Jerzy Małkowski został odwołany w wyniku referendum lokalnego z 16 listopada 2008. Obowiązki prezydenta miasta decyzją prezesa Rady Ministrów przejął Tomasz Głażewski. W wyniku wyborów uzupełniających przeprowadzonych 15 lutego 2009 i 1 marca 2009 nowym prezydentem miasta został Piotr Grzymowicz, wystawiony przez Polskie Stronnictwo Ludowe.
Zduńska Wola
Prezydent Zduńskiej Woli Zenon Rzeźniczak został odwołany w wyniku referendum lokalnego z 5 października 2008. Obowiązki prezydenta miasta decyzją prezesa Rady Ministrów przejął Janusz Ratajczyk. W wyniku wyborów uzupełniających przeprowadzonych 5 kwietnia 2009 i 19 kwietnia 2009 nowym prezydentem miasta został Piotr Niedźwiecki, wystawiony przez Forum Praca Rodzina Sprawiedliwość.
Częstochowa
Prezydent Częstochowy Tadeusz Wrona został odwołany w wyniku referendum lokalnego z 15 listopada 2009. Obowiązki prezydenta miasta decyzją prezesa Rady Ministrów przejął Piotr Kurpios. Wyborów przedterminowych nie przeprowadzono w związku z uchwałą rady miasta.
Łódź
Prezydent Łodzi Jerzy Kropiwnicki został odwołany w wyniku referendum lokalnego z 17 stycznia 2010. Obowiązki prezydenta miasta decyzją prezesa Rady Ministrów przejął Tomasz Sadzyński, a po jego rezygnacji Piotr Paczkowski. Wyborów przedterminowych nie przeprowadzono w związku z uchwałą rady miasta.
Suwałki
Prezydent Suwałk Józef Gajewski zmarł 25 lipca 2010. Obowiązki prezydenta miasta decyzją prezesa Rady Ministrów przejął Wiesław Stelmach. Wyborów przedterminowych nie przeprowadzono.